# Keolis Nederland

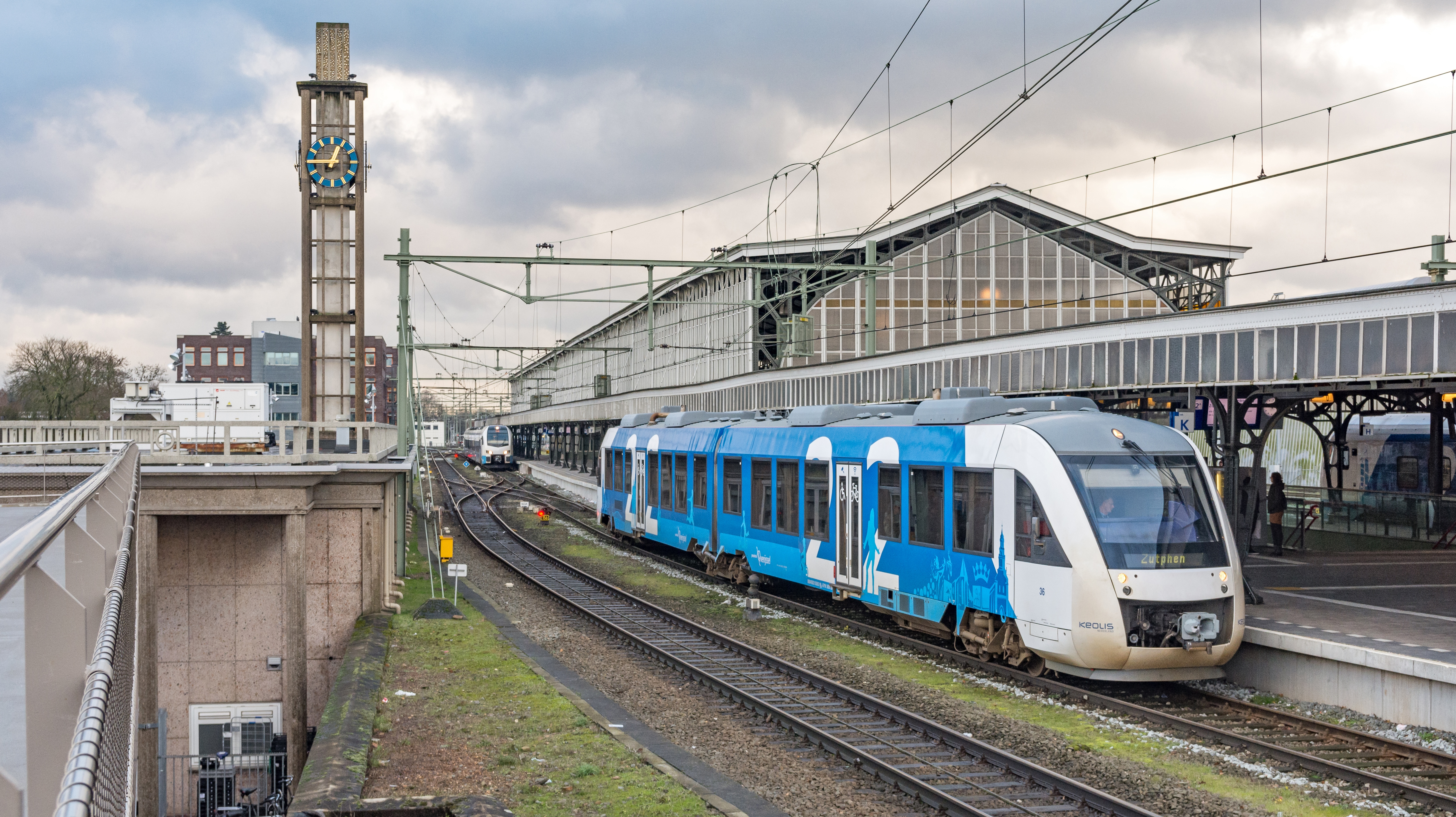
Zug von Keolis Nederland

Keolis Nederland B.V. ist ein Nahverkehrsunternehmen in den Niederlanden. Gegründet wurde das Unternehmen von Nederlandse Spoorwegen, Connexxion und Keolis mit je einem Drittel Unternehmensanteil. Nach dem Ausstieg der beiden anderen Anteilseigner ist das Unternehmen vollständig im Besitz der Keolis. Gegenwärtig betreibt Keolis Nederland verschiedene Bus- und Bahnnetze, die in Ausschreibungen gewonnen wurden.

## Name
Bis 2017 trug das Unternehmen den Namen Syntus. Dieser stand für „SYNergie tussen Trein en bUS“, was so viel heißt wie Synergie zwischen Zug und Bus. Fortan arbeitet das Unternehmen unter dem Namen Keolis Nederland, wodurch der Bezug zum Mutterkonzern Keolis deutlich gemacht werden soll.

## Linien
Keolis Nederland betreibt den Personenverkehr auf der Bahnstrecke Zutphen—Oldenzaal. Es werden Fahrzeuge des Typs LINT 41 von Alstom eingesetzt.
Im Dezember 2017 hat Keolis Nederland einen Zehnjahresvertrag für den Betrieb von Bussen in Almere abgeschlossen. Im selben Monat wurde ein 15-Jahres-Vertrag über den Betrieb von Schienenverkehrsdiensten in der Provinz Overijssel von Zwolle nach Enschede und Zwolle nach Kampen abgeschlossen. Diese werden von 16 Stadler Flirts betrieben. 
Buslinien werden im Achterhoek und im Westen der Region Twente betrieben, ab Ende 2017 auch in Almere. Mit dem Fahrplanwechsel im Dezember 2017 übernimmt das Unternehmen die Sprinter-Verbindungen Enschede – Zwolle und Zwolle – Kampen von den Nederlandse Spoorwegen und setzt hier elektrische Neufahrzeuge vom Typ FLIRT ein. Seitdem ist Keolis Nederland auch Teil des Zusammenschlusses Blauwnet.

### Ehemalige Linien
Die Leistungen auf den Strecken Arnheim—Winterswijk und Zutphen—Winterswijk wurden im Dezember 2012 an Arriva abgegeben.
Bis vor einigen Jahren betrieb Keolis Nederland eine grenzüberschreitende Buslinie zwischen Doetinchem, ’s-Heerenberg und Emmerich am Rhein. Inzwischen übernimmt die NIAG den grenzüberschreitenden Betrieb zwischen Emmerich am Rhein und 's-Heerenberg.
Vom 10. Dezember 2005 bis Juni 2006 verkehrte samstags und sonntags ein Triebwagen zwischen Arnheim und Emmerich am Rhein. Der für zwei Jahre geplante Versuchsbetrieb wurde vorzeitig eingestellt, nachdem von niederländischer Seite die Finanzierung entzogen worden war.
Von Dezember 2010 bis Dezember 2013 fuhr Keolis Nederland den grenzüberschreitenden Nahverkehr (Grensland Express) auf der Bahnstrecke Almelo–Salzbergen zwischen Hengelo und Bad Bentheim im Stundentakt in Zusammenarbeit mit der Bentheimer Eisenbahn. Der Versuch war auf drei Jahre befristet. Er endete im Dezember 2013, da die Nutzerzahlen hinter den Erwartungen zurückblieben.